# Emilio Castelar
Emilio Castelar y Ripoll (ur. 7 września 1832 w Kadyksie, zm. 25 maja 1899 w Murcii) – hiszpański historyk, pisarz i polityk, w latach 1858-1866 profesor uniwersytetu w Madrycie, minister spraw zagranicznych w 1873, prezydent Republiki Hiszpańskiej od 1873 do 1874. Autor Historia de Europa el siglo XIX (6 tomów, 1895-1901).